# Großer Galtenberg
De Großer Galtenberg is een 2424 meter hoge berg in Oostenrijk, deelstaat Tirol. De berg ligt aan de zuidkant van het Alpbachtal. De berg behoort tot de Kitzbüheler Alpen. In de zomer kan men de top zonder moeite bereiken, in de winter echter niet. Men heeft vanaf de top een goed uitzicht over het Alpbachtal en de Wildschönau.